# 발망
발망(프랑스어: Balmain 발맹[*])은 프랑스의 명품 패션 브랜드이다. 1945년 피에르 발맹이 설립하였다.